# Cleopatra (cançó)
«Cleopatra» és el segon senzill del novè àlbum d'estudi Everything Will Be Alright in the End del grup estatunidenc Weezer. Fou llançat el 8 de setembre de 2014.
Es tracta d'un retorn a so clàssic de Weezer, comença amb uns arpegis de guitarra acústica, una harmònica i veus suaus, es va endurint el so amb un solo de guitarra i després dues alhora.
La rebuda fou positiva per tractar-se d'una nova demostració del retorn a so de Weezer original i que s'havia perdut amb el pas dels anys, però mantenint una dosi sana d'experiència i cinisme en les lletres.

## Llista de cançons
| Núm. | Títol       | Durada |
| ---- | ----------- | ------ |
| 1.   | «Cleopatra» | 3:13   |